# Dobroměřice
Dobroměřice jsou obec v okrese Louny v Ústeckém kraji asi 1,5 kilometru severně od Loun. Žije v ní přibližně 1 400 obyvatel.

## Historie

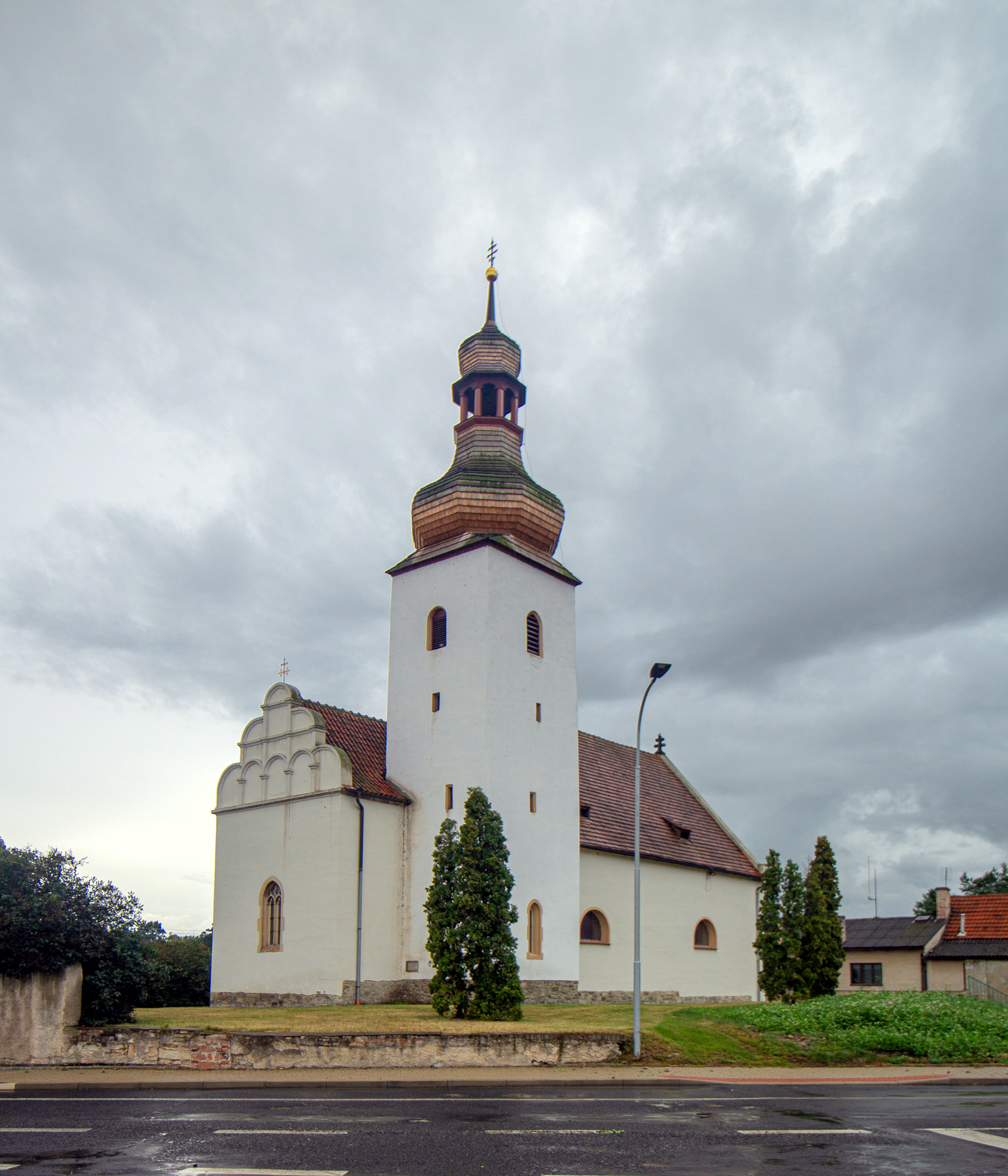
Kostel svatého Matouše v roce 2023

Na jihovýchodním okraji vesnice, v prostoru mezi zástavbou a železniční tratí, bývala v šedesátých a sedmdesátých letech dvacátého století provozována tzv. nová pískovna. V letech 1969–1972 v ní byla na ploše 3,9 hektaru prozkoumána polykulturní lokalita z mnoha období pravěku. Více než dvě stě zkoumaných objektů pocházelo z období kultury s nálevkovitými poháry, kultury se šňůrovou keramikou, únětické kultury, mohylových kultur nebo kultury knovízské a bylanské. Jiné nálezy pocházely z pozdní doby halštatské a doby římské. Pravěké osídlení se nacházelo v nadmořské výšce 184–186 metrů na říční terasa vzniklé v mladším Rissu a zasahovalo až za železniční trať k bezejmennému potoku.
První písemná zmínka o vesnici pochází z roku 1219.

## Přírodní poměry
Severně od Červeného vrchu se nachází zdroj hořké vody s obsahem vápníku (511 mg·l−1), draslíku (108 mg·l−1) a dalších látek. Roku 1967 byl celkový obsah rozpuštěných pevných látek 2,46 g·l−1.

## Obyvatelstvo
|           | 1869 | 1880 | 1890 | 1900 | 1910 | 1921 | 1930  | 1950  | 1961  | 1970 | 1980  | 1991  | 2001  | 2011  | 2021  |
| --------- | ---- | ---- | ---- | ---- | ---- | ---- | ----- | ----- | ----- | ---- | ----- | ----- | ----- | ----- | ----- |
| Obyvatelé | 305  | 497  | 579  | 814  | 812  | 841  | 1 230 | 1 020 | 1 003 | 957  | 1 133 | 1 269 | 1 292 | 1 377 | 1 388 |
| Domy      | 56   | 60   | 69   | 91   | 104  | 138  | 284   | 317   | 304   | 309  | 329   | 408   | 425   | 443   | 467   |

## Obecní správa
Mezi lety 1850–1980 Dobroměřice byly obcí v okrese Louny. Od 1. ledna 1981 do 31. prosince 1991 patřily jako část města k Lounům a od 1. ledna 1992 jsou opět samostatnou obcí.

### Obecní symboly
Znak a vlajka byly obci uděleny rozhodnutím předsedy Poslanecké sněmovny Parlamentu České republiky dne 21. září 2005.

## Pamětihodnosti
- V Pražské ulici stojí gotický kostel svatého Matouše ze druhé poloviny třináctého století. Dochovaná podoba s renesančními prvky však pochází ze šestnáctého století. Uvnitř se kromě raně barokního oltáře nacházejí nástěnné malby ze čtrnáctého století.[11]
- Socha svatého Václava – severovýchodní část obce
- milník – severně od obce
- škola čp. 5, ulice Příční
- venkovská usedlost čp. 112 – ulice Pražská
- Červený vrch (271 metrů) s Frotzelovou rozhlednou